# Nectandra coriacea
Nectandra coriacea (Sw.) Griseb. – gatunek rośliny z rodziny wawrzynowatych (Lauraceae Juss.). Występuje naturalnie w południowej części Florydy, na Karaibach oraz w Ameryce Centralnej. Na Jamajce nosi zwyczajową nazwę sweetwood, natomiast na Bahamach gatunek ten nazywa się black torch. 

## Rozmieszczenie geograficzne
Rośnie naturalnie w południowej części Florydy, na Karaibach oraz w Ameryce Centralnej. Na Florydzie spotykany jest tylko na archipelagu Florida Keys. Na Karaibach występuje na obszarze od Bahamów, i Kuby przez Portoryko aż po Trynidad i Tobago. W Ameryce Centralnej rośnie w Hondurasie, Gwatemali, Belize oraz w Meksyku (na półwyspie Jukatan). 

## Morfologia
PokrójZimozielone drzewo dorastające do 10 m wysokości. Korona jest wąska. Kora jest gładka i ma szarą barwę. Średnica pnia osiąga 30 cm. Gałęzie są cienkie, lekko owłosione i mają zieloną barwę.
LiścieNaprzemianległe. Mają szeroko eliptyczny kształt. Mierzą 7–12 cm długości oraz 2–4 szerokości. Są nagie, błyszczące i mają ciemnozieloną barwę. Nasada liścia jest ostrokątna. Wierzchołek jest ostry. Mają widoczne żółtawe użyłkowanie na obu powierzchniach.
KwiatySą promieniste, zebrane w mniej lub bardziej owłosione wiechy. Dorastają do 8 cm długości. Kwiaty wydzielają zapach. Okwiat pojedynczy składa się z 6 płatków. Mają okrągły kształt i białą barwę, są niepozorne. Mają 9 pręcików – 3 środkowe zawierają gruczoły poniżej pylników. Zalążnia jest naga, górna, jednokomorowa, w której powstanie później jedno nasiono.
OwoceMięsiste pestkowce o mniej lub bardziej elipsoidalnym kształcie. Dojrzałe mają granatową lub czarną barwę. Osiągają 18 mm długości. Osadzone są na płytkim kubku o średnicy 7 mm. Nasiona mają czerwoną barwę.

## Biologia i ekologia
Rośnie w lasach. Występuje na wysokości do 100 m n.p.m. Kwitnie od marca do czerwca. Kwiaty są zapylane przez pszczoły i inne owady. Dobrze rośnie na wapiennym podłożu. 

## Zastosowanie
Gatunek ten zawiera dużą ilość oleju w drewnie, przez co jego gałęzie były kiedyś wykorzystywane jako źródło światła.